# Cheek to Cheek (Album)
Cheek to Cheek ist ein gemeinsames Musikalbum von Tony Bennett und Lady Gaga, das am 19. September 2014 durch Interscope Records und Columbia Records veröffentlicht wurde. Cheek to Cheek besteht komplett aus Jazzstandards einschlägiger Komponisten wie George Gershwin, Cole Porter und Irving Berlin. Das Album haben Bennett und Gaga aufgenommen, um die Lieder einem jüngeren Zielpublikum vorzustellen.
Am 29. Juli 2014 wurde als definitives Veröffentlichungsdatum der 19. September 2014 in einer US-amerikanischen Fernsehsendung bekannt gegeben. Wenige Minuten nach der Ankündigung wurde bereits die Lead-Single Anything Goes veröffentlicht. Das Album erhielt nach seiner Erscheinung allgemein positive Kritiken, wobei die Kritiken vor allem Gagas Gesang lobten. Cheek to Cheek erreichte in der ersten Woche die Nummer 1 in den Billboard 200, mit 131.000 verkauften Kopien. Bei den Grammy Awards 2015 gewann Cheek to Cheek in der Kategorie Best Traditional Pop Vocal Album.

## Entstehungs- und Veröffentlichungsgeschichte
Tony Bennett und Lady Gaga lernten sich 2011 Backstage kennen, nachdem Gaga anlässlich der Robin Hood Foundation Gala in New York City Orange Colored Sky von Nat King Cole vorgetragen hatte. Bennett war von ihrer Darbietung beeindruckt und fragte sie, ob sie mit ihm ein Duett für sein nächstes Album aufnehmen wolle. Daraufhin nahmen sie The Lady Is a Tramp auf, welches auf seinem Album Duets II erschien. Seither gab es Gerüchte über ein gemeinsames Jazz-Album der beiden. Im September 2012 bestätigte Bennett, dass Gaga mit ihm plante, ein Album aufnehmen.
Seit Januar 2013 war offiziell bekannt, dass Bennett und Gaga an dem Album arbeiteten; die Aufnahmen dazu begannen, nachdem sich Gaga von einer Hüftoperation erholt hatte: Am 8. Januar 2013 bestätigte Marion Evans, der The Lady Is a Tramp arrangiert hatte, dass er auch für einen großen Teil des Albums verantwortlich sein wird. Später bestätigte auch Lady Gaga das Album über ihren Twitter-Account.
Die Aufnahmesessions fanden in New York City statt; dabei wurden die Songs live mit einer Big Band und Streichern zusammen eingespielt. Durch das gesamte Jahr hindurch nahmen Bennett und Lady Gaga das Album in New York City auf; das Releasedatum des Albums wurde mehrfach verschoben. Im September 2013 sagte Bennett, dass sie „großartige Standards, Qualitätssongs; George Gershwin, Cole Porter, Jerome Kern, Irving Berlin, solche Songs mit einer großen swingenden Band und großartigen, großartigen Jazzspielern“ aufgenommen hatten. Er erklärte der Chicago Tribune, dass sein Hauptgrund dieses Album aufzunehmen war, Jazz jungen Leuten näher zu bringen. Gaga sagte, dass sie ihre gesanglichen Fähigkeiten mit ihren Popalben voll entfalten konnte. Sie bezeichnete Cheek to Cheek als „rebellisch“ und „befreiend“, da sie singen konnte, ohne dass Produzenten ihre Stimme weiter bearbeiteten.
Bennett war beeindruckt von Gagas stimmlicher Leistung, als sie Lush Life sang, ein Standard, der von Billy Strayhorn geschrieben wurde und der unter anderem auch schon von Nancy Wilson, Sarah Vaughan, Donna Summer oder Linda Ronstadt gesungen wurde. Gaga selbst erklärte, dass es sie nervös machte mit Bennett aufzunehmen. Inspiriert wurde sie auch von Amy Winehouse. Sie habe jeden Tag im Studio an Winehouse gedacht.
Auf dem Album singt Gaga alleine die Lieder Lush Life, Bang Bang (My Baby Shot Me Down) und Ev'ry Time We Say Goodbye. Bennetts Solos sind Don't Wait Too Long, Sophisticated Lady und On a Clear Day.
Während der Aufnahmen zu Cheek to Cheek kämpfte Gaga immer noch mit emotionalen Problemen, ausgelöst durch berufliche und private Konflikte. Laut Lady Gaga war Bennett der Grund, weshalb sie wieder Spaß an der Musik gefunden hätte. Ursprünglich war geplant, dass Lady Gaga einen Song namens Paradise selbst komponiert und dem Album beisteuert. Schlussendlich entschieden sie allerdings, dass nur Standards auf der Platte sein sollen. 

## Veröffentlichung und Cover
Das Veröffentlichungsdatum wurde mehrfach verschoben, so sagte Bennett am 12. Dezember 2013, dass das Album im März erscheinen werde. USA Today berichtete jedoch später, dass das Album erst Ende 2014 veröffentlicht werden würde. Im April sagte Bennett schließlich, das Album würde im September erscheinen.
Dies wurde am 29. Juli von Gaga und Bennett in der The Today Show bestätigt. Tatsächlich war die Erstveröffentlichung des Albums am 19. September 2014.
Der Fotograf Steven Klein, der schon mehrere Male mit Gaga zusammenarbeitete, war verantwortlich für das Album- sowie die Single-Covers.
Laut Gaga ist das Bild auf dem Album-Cover ein Schnappschuss, denn Bennett und Gaga saßen am Tisch und redeten miteinander, als Klein sie auf einmal fotografierte.
Für die Standard Edition wurde das Foto in einem Zeitungsartikel platziert, die Deluxe Edition zeigt lediglich das Foto. Gagas Aussehen wurde mit einer jungen Cher verglichen. Die Standardedition hat insgesamt 11 Tracks, und die physische Deluxe Edition 18, die digitale nur 15.
Außerdem gab es mehrere Spezialversionen, unter anderem eine für die Handelskette Target, Home Shopping Network und auch für iTunes.
Im Oktober wurde ein Collector's Box Set angekündigt, welches neben der CD auch Vinylplatten enthält und mehrere weitere Dinge. Diese Edition war limitiert.

## Promotion

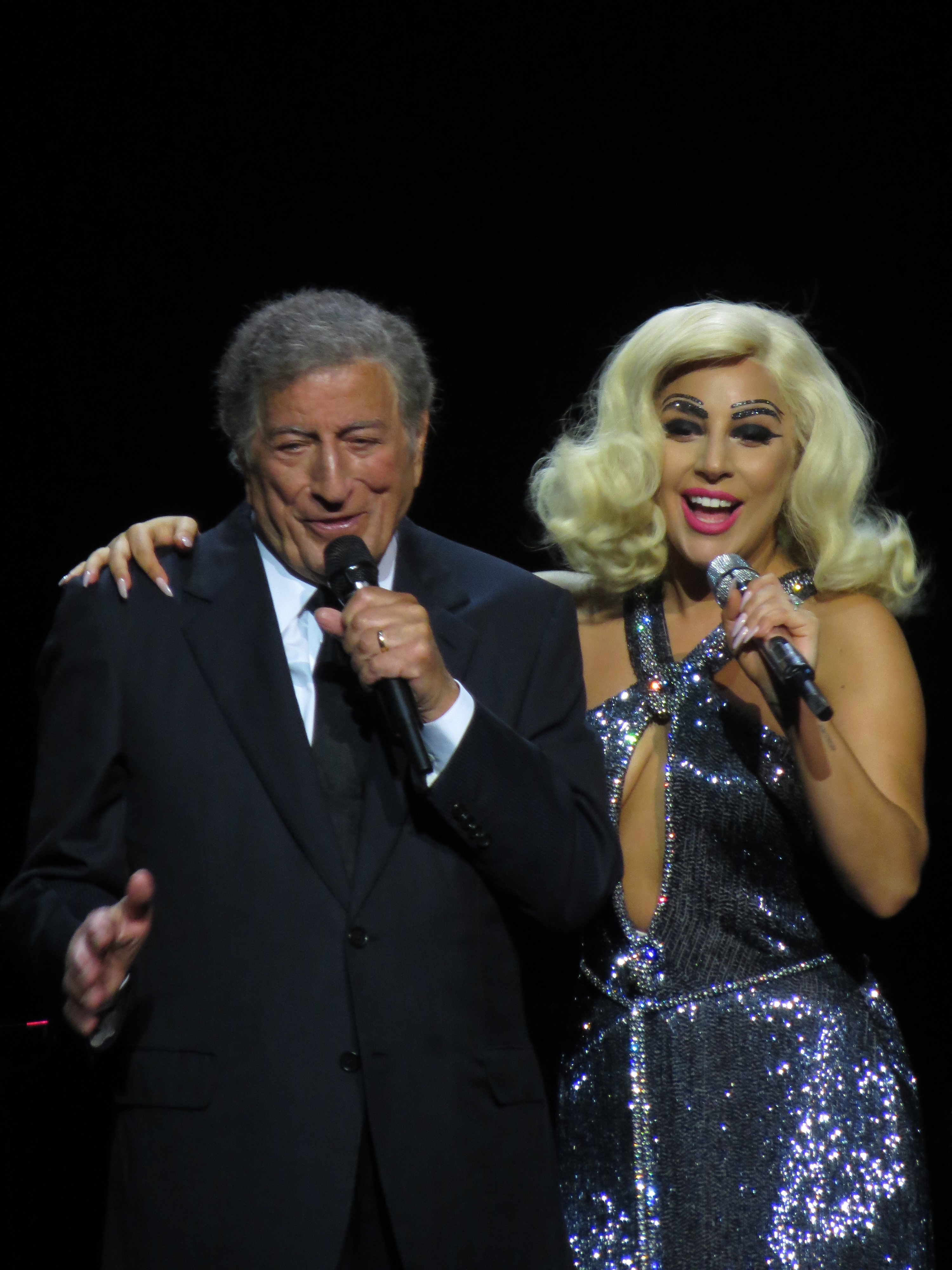
Tony Bennett und Lady Gaga während der Cheek to Cheek Tour in London (2015)

Seit Juni 2014 wird das Album promotet: So traten Bennett und Gaga in der Frank Sinatra School of the Arts auf. Zwei Tage nach dem Auftritt zeigte Gaga ein neues Tattoo, welches eine Trompete zeigt, die von Bennett gezeichnet wurde.
Bennett und Gaga traten auch beim Montreal International Jazz Festival auf und waren die Gesichter der H&M-Winterkampagne. Für den Werbespot der Kampagne wurde It Don't Mean a Thing (If It Ain't Got That Swing) des Albums verwendet.
Auf der New York Fashion Week Party 2014 sang Gaga Ev'ry Time We Say Goodbye, welches sie ihrem Freund Taylor Kinney widmete.
Auf HSN wurde außerdem ein Cheek to Cheek Special ausgestrahlt, das exklusive Backstage-Szenen zeigte und bei dem man eine Spezialedition von Cheek to Cheek bestellen konnte.
Am 24. Oktober 2014 wurde ein Livekonzert unter dem Namen „Tony Bennett and Lady Gaga: Cheek to Cheek Live!“ im Public Broadcasting Service (PBS) ausgestrahlt, welches auch auf DVD veröffentlicht wird.
Bennett bestätigte, dass er und Gaga durch das gesamte Jahr 2015 auf verschiedenen Jazzfestivals auftreten werden. Dazu kommen eigenständige Konzerte in Amerika und Europa. Am 30. Dezember 2014 traten Bennett und Gaga in Las Vegas auf; dieser Auftritt gilt als Auftakt zur Album-Tournee.

## Singles
Als Leadsingle wurde Anything Goes am 29. Juni 2014 veröffentlicht, gemeinsam mit dem Musikvideo auf Gagas Vevo YouTube-Account. Im Video sieht man Gaga und Bennett, wie sie Anything Goes und weitere Lieder von Cheek to Cheek aufnehmen. In den Billboard Jazz Digital Songs Chart konnte sich das Lied an der Spitze platzieren. Für Bennett ist es seine dritte Nummer-Eins-Single der Jazz Charts. Laut Nielsen SoundScan verkaufte sich Anything Goes 16'000 Mal in der ersten Woche.
I Can't Give You Anything but Love wurde als zweite Single am 19. August 2014 veröffentlicht. Das offizielle Musikvideo folgte am 26. August. Es ähnelt stilistisch dem ersten Video und zeigt Bennett und Gaga, wie sie verschiedene Lieder des Albums aufnehmen. Jon Blistein des Rolling Stones Magazins lobte das Video und sagte, dass es „beweist, dass Gaga und Bennett eine einzigartige, liebenswürdige Kombination“ seien. Nach dem Release konnte I Can't Give You Anything but Love ebenfalls die Spitze der Jazz Digital Songs erreichen, und platzierte sich auf der Nummer eins.

## Rezeption
Nach dem Release erhielt Cheek to Cheek allgemein gemischte Kritiken. Auf Metacritic erreichte das Album 64 von 100 möglichen Punkten, was als „im Wesentlichen positiv“ zu betrachten ist, basierend auf 12 Kritiken.
Der Jazzkritiker Ted Gioia war überrascht von Gagas stimmlichen Fähigkeiten, und meinte, dass Gaga Bennett das Wasser reichen kann.
Gemischte Kritiken kamen von Stephen Thomas Erlewine von Allmusic. Er sagte, dass Cheek to Cheek hauptsächlich von der Prominenz der zwei Sänger getragen würde. Laut.de beklagt, dass die Interpretation der oft gehörten Standards zu keinen „neuen Nuancen“ führt, betont aber die Vielseitigkeit von Gagas Stimme und den Kontrast, den Bennetts in die Jahre gekommene Stimme dazu bilde.

## Titelliste
| Nr.          | Titel                                              | Autor(en)                                         | Länge |
| ------------ | -------------------------------------------------- | ------------------------------------------------- | ----- |
| 1.           | Anything Goes                                      | Cole Porter                                       | 2:04  |
| 2.           | Cheek to Cheek                                     | Irving Berlin                                     | 2:51  |
| 3.           | Nature Boy                                         | Eden Ahbez                                        | 4:08  |
| 4.           | I Can’t Give You Anything but Love                 | Jimmy McHugh • Dorothy Fields                     | 3:13  |
| 5.           | I Won't Dance                                      | Jerome Kern • Oscar Hammerstein II • Otto Harbach | 3:57  |
| 6.           | Firefly                                            | Cy Coleman • Carolyn Leigh                        | 1:58  |
| 7.           | Lush Life                                          | Billy Strayhorn                                   | 4:15  |
| 8.           | Sophisticated Lady                                 | Duke Ellington • Irving Mills • Mitchell Parish   | 3:49  |
| 9.           | Let's Face the Music and Dance                     | Irving Berlin                                     | 2:07  |
| 10.          | But Beautiful                                      | Jimmy Van Heusen • Johnny Burke                   | 4:04  |
| 11.          | It Don’t Mean a Thing (If It Ain’t Got That Swing) | Ellington • Mills                                 | 2:24  |
| Gesamtlänge: | Gesamtlänge:                                       | Gesamtlänge:                                      | 34:42 |

| Nr.          | Titel                                              | Autor(en)                                         | Länge |
| ------------ | -------------------------------------------------- | ------------------------------------------------- | ----- |
| 1.           | Anything Goes                                      | Cole Porter                                       | 2:04  |
| 2.           | Cheek to Cheek                                     | Irving Berlin                                     | 2:51  |
| 3.           | Don't Wait Too Long                                | Berlin                                            | 2:51  |
| 4.           | I Can't Give You Anything but Love                 | Jimmy McHugh • Dorothy Fields                     | 3:13  |
| 5.           | Nature Boy                                         | Eden Ahbez                                        | 4:08  |
| 6.           | Goody Goody                                        | Matty Malneck • Johnny Mercer                     | 2:12  |
| 7.           | Ev'ry Time We Say Goodbye                          | Cole Porter                                       | 3:10  |
| 8.           | Firefly                                            | Cy Coleman • Carolyn Leigh                        | 1:58  |
| 9.           | I Won't Dance                                      | Jerome Kern • Oscar Hammerstein II • Otto Harbach | 3:57  |
| 10.          | They All Laughed                                   | George Gershwin • Ira Gershwin                    | 1:49  |
| 11.          | Lush Life                                          | Billy Strayhorn                                   | 4:15  |
| 12.          | Sophisticated Lady                                 | Duke Ellington • Irving Mills • Mitchell Parish   | 3:49  |
| 13.          | Let's Face the Music and Dance                     | Irving Berlin                                     | 2:07  |
| 14.          | But Beautiful                                      | Jimmy Van Heusen • Johnny Burke                   | 4:04  |
| 15.          | It Don't Mean a Thing (If It Ain't Got That Swing) | Ellington • Mills                                 | 2:24  |
| 16.          | On a Clear Day (You Can See Forever)               | Burton Lane • Alan Jay Lerner                     | 2:34  |
| 17.          | Bewitched, Bothered and Bewildered                 | Richard Rodgers • Lorenz Hart                     | 3:07  |
| 18.          | The Lady Is a Tramp (von Duets II, 2011)           | Rodgers • Hart                                    | 3:18  |
| Gesamtlänge: | Gesamtlänge:                                       | Gesamtlänge:                                      | 53:27 |

## Orchester
| - Marion Evans – Dirigent (Bläser), Arrangeur - Jorge Calandreili – Dirigent (Streicher), Arrangeur - Lou Marini – Altsaxophon - Lawrence Feldman – Altsaxophon - Dave Mann – Tenorsaxophon - Andy Snitzer – Tenorsaxophon - Tony Kadleck – Trompete - Bob Millikan – Trompete - John Owens – Trompete - Bud Barridge – Trompete - Mike Davis – Posaune - Larry Farrell – Posaune - Keith O’Quinn – Posaune - George Flynn – Bassposaune - Gray Sargent – Gitarre - Mike Renzi – Piano | - Tom Ranier – Piano - Marshall Wood – Bass - Harold Jones – Schlagzeug - Elena Barere – Violine - Jorge Avila – Violine - Laura Bald – Violine - Sean Carney – Violine - Barbara Danilow – Violine - Laura Frautschi – Violine - Sanguen Han – Violine - Karen Karlsrud – Violine - Yoon Kwon – Violine - Ann Leathers – Violine - Nancy McAlhaney – Violine - Laura McGinnis – Violine - Kristina Musser Gitterman – Violine - Alex Sharpe – Violine | - Catherine Sim – Violine - Sebu Sirinian – Violine - Lisa Tipton – Violine - Una Tone – Violine - Yuri Vodovoz – Violine - Xiao-Dong Wang – Violine - Nancy Wu – Violine - Eric Wyrick – Violine - Robert Zubrycki – Violine - Vincent Lionti – Viola - Sarah Adams – Viola - Katherine Anderson – Viola - Kimberly Foster Wallace – Viola - Todd Low – Viola - Martha Smith – Viola - Alissa Smith – Viola - Richard Locker – Cello | - Diane Barere – Cello - Stephane Cummins – Cello - Jeanne LeBlanc – Cello - Sacunn Thorsteinsdottir – Cello - Ellen Westermann – Cello - Barbara Allen – Harfe - Susan Folles – Harf - Paul Horn – Flöte - Pamela Sklar – Flöte - Katherine Fink – Flöte - Diane Lesser – Oboe - Pavel Vinnitsky – Klarinette - Mike Atkinson – French Horn - Bob Carlisle – French Horn - Nancy Billman – French Horn - Theo Primis – French Horn - Stewart Rose – French Horn |

## Kommerzieller Erfolg

### Chartplatzierungen
Das Album erreicht in Deutschland Position zwölf der offiziellen Albumcharts und hielt sich insgesamt vier Wochen in den Top 100. In den deutschen Jazzcharts erreichte das Album im Monat September 2014 die Chartspitze.
| ChartsChartplatzierungen       | Höchstplatzierung | Wochen |
| ------------------------------ | ----------------- | ------ |
| Deutschland (GfK)              | 12 (4 Wo.)        | 4      |
| Österreich (Ö3)                | 6 (13 Wo.)        | 13     |
| Schweiz (IFPI)                 | 7 (8 Wo.)         | 8      |
| Vereinigte Staaten (Billboard) | 1 (30 Wo.)        | 30     |
| Vereinigtes Königreich (OCC)   | 10 (14 Wo.)       | 14     |

| ChartsJahrescharts (2014)      | Platzierung |
| ------------------------------ | ----------- |
| Vereinigte Staaten (Billboard) | 50          |

### Auszeichnungen für Musikverkäufe
| Land/Region                  | Auszeichnungen für Musikverkäufe (Land/Region, Auszeichnung, Verkäufe) | Verkäufe |
| ---------------------------- | ---------------------------------------------------------------------- | -------- |
| Australien (ARIA)            | Gold                                                                   | 35.000   |
| Brasilien (PMB)              | Platin                                                                 | 40.000   |
| Kanada (MC)                  | Platin                                                                 | 80.000   |
| Vereinigte Staaten (RIAA)    | Gold                                                                   | 773.000  |
| Vereinigtes Königreich (BPI) | Silber                                                                 | 60.000   |
| Insgesamt                    | 1× Silber · 2× Gold · 2× Platin ·                                      | 988.000  |

Hauptartikel: Lady Gaga/Auszeichnungen für Musikverkäufe